# امامية (مقاطعة فهرج)
امامية (بالفارسية: امامیه) هي قرية تقع في البلدة المركزية في إيران. يقدر عدد سكانها بـ 102 نسمة .